# حسین لیدرا
حسین لیدرا (انگلیسی: Hocine Ledra؛ زادهٔ ۹ سپتامبر ۱۹۵۶) بازیکن هندبال اهل الجزایر بود.